# Spaghettiwestern
Spaghettiwestern is een bijnaam voor door Italianen gemaakte westernfilms (spaghetti is een Italiaanse deegwaar). Deze films waren in de tweede helft van de jaren zestig en in het begin van de jaren zeventig populair bij een groot publiek.
Het genre dankt zijn naam aan het feit dat deze door Italiaanse studio's geproduceerd werden. In eerste instantie was het een pejoratieve term, veroorzaakt door de vermeende belabberde kwaliteit van sommige van deze films. Hoewel de meeste spaghettiwesterns snel en goedkoop gemaakt werden en niet altijd even origineel waren, zitten er toch wel degelijk films van kwaliteit tussen. Sinds de jaren 80 is de spaghettiwestern in aanzien gestegen.
Veel spaghettiwesterns zijn uitgegroeid tot cultfilms.

## Geschiedenis van het genre
Westerns waren al populair in Italië en al in de jaren veertig werden er Italiaanse westerns geproduceerd, maar de eerste film die een beetje leek op wat later spaghettiwesterns genoemd zou worden werd in 1961 gemaakt: Era Sam Wallach... lo chiamavano 'così sia' (Savage Guns). De Italiaanse western brak door toen A Fistful of Dollars van Sergio Leone in 1964 verscheen. Deze film werd de stilistische blauwdruk voor de spaghettiwesterns. Leone is veruit de bekendste regisseur die het genre voortbracht, maar ook andere regisseurs, onder wie Sergio Corbucci, Enzo G. Castellari, Enzo Barboni en Giuseppe Colizzi waren succesvol in het genre, zeker in Italië zelf. Spaghettiwesterns waren met hun grove geweld, politiek incorrecte thema's en verbluffende stilering heel anders dan de klassieke Amerikaanse westerns.
De muziek die gecomponeerd werd door Ennio Morricone zou kenmerkend worden voor veel van de Italiaanse cowboyfilms. Morricone componeerde voor meer dan 100 spaghettiwesterns de muziek. In veel gevallen is de muziek bekender dan de film waarvoor hij geschreven werd. Een gevleugeld woord werd de uitspraak: "Er bestaan geen goede spaghettiwesterns zonder muziek van Morricone, wel veel slechte met". Morricone zelf had een hekel aan de term spaghettiwestern, die hij denigrerend vond.
Het hoogtepunt van het genre was tussen 1966 en 1967, toen er zo'n 300 van dit soort films zijn gemaakt. Ook verschenen toen For a Few Dollars More (1965) en The Good, the Bad and The Ugly (1966), twee zeer succesvolle films die klassiekers zouden worden. Beide werden geregisseerd door Sergio Leone. In diezelfde periode kwam ook Django (1966) van Sergio Corbucci uit, de eerste van ruim 25 films met 'Django' in de titel. Het waren geen vervolgen, die kwam pas in 1987, lang na hoogtijdagen van de spaghettiwestern. Franco Nero speelde toen voor het eerst weer Django in Django Strikes Again.
In 1968 verscheen The Great Silence (eveneens van Sergio Corbucci), een spaghettiwestern die zich volledig in de sneeuw afspeelt en een hoofdfiguur heeft die niet kan spreken. Jarenlang ging het gerucht dat Clint Eastwood er een remake van wilde maken. In 1968 verscheen Django Kill, een surrealistische en communistische western die horror-elementen met het genre combineerde.

Een ander experiment was The Price of Power (1969), hierin werd de moord op John F. Kennedy volledig gereconstrueerd in een wildwest-setting terwijl de regisseur op het einde ook nog eens een geheel eigen visie over de daders gaf.
Sergio Leone combineerde in Once Upon a Time in the West (1968) de spaghettiwestern met een episch historisch drama.
A Bullet for the General (1966) was een van de eerste spaghetti-westerns waarin linkse politieke idealen werden gepromoot. De film zette een trend van spaghettiwesterns waarin de Mexicaanse Revolutie als metafoor voor een communistisch ideaalbeeld werd gebruikt. Deze films werden Zapata-westerns genoemd, hierdoor werd de spaghettiwestern (al een subgenre op zich) onderverdeeld in subgenres. Andere beroemde Zapata-westerns waren A Professional Gun, Companeros en A Fistful of Dynamite.
De komische western deed zijn intrede. Het succesvolst hierin waren de Trinity-films, waarin het komische duo Terence Hill en Bud Spencer de hoofdrollen speelden. Deze films waren zelfs nog succesvoller dan de films van Sergio Leone, die daarom Hill uitnodigde om in het door hem geproduceerde My Name is Nobody te spelen, een film die de serieuze Leonewestern en de komische Hill-western probeerde te combineren. Ook deze film sloeg aan bij het publiek.
Na bijna duizend Italiaanse westerns had het genre halverwege de jaren zeventig een groot deel van zijn aantrekkingskracht verloren. De laatste klassieker in het genre werd gemaakt in 1976 door Enzo G. Castellari: Keoma, met spaghettiwesternicoon Franco Nero, wordt door veel genreliefhebbers als een van de beste gezien.
De laatst gemaakte spaghettiwestern die nog een soort cultstatus kreeg was Sergio Martino's A Man Called Blade uit 1977. Deze film speelt zich af in een voortdurend van mist doortrokken westerndorpje. Martino zei dat hij op het idee van de mist kwam, omdat het westerndorpje in de Elios Studio in zo'n slechte staat was, dat er weinig anders op zat.

## Kenmerken

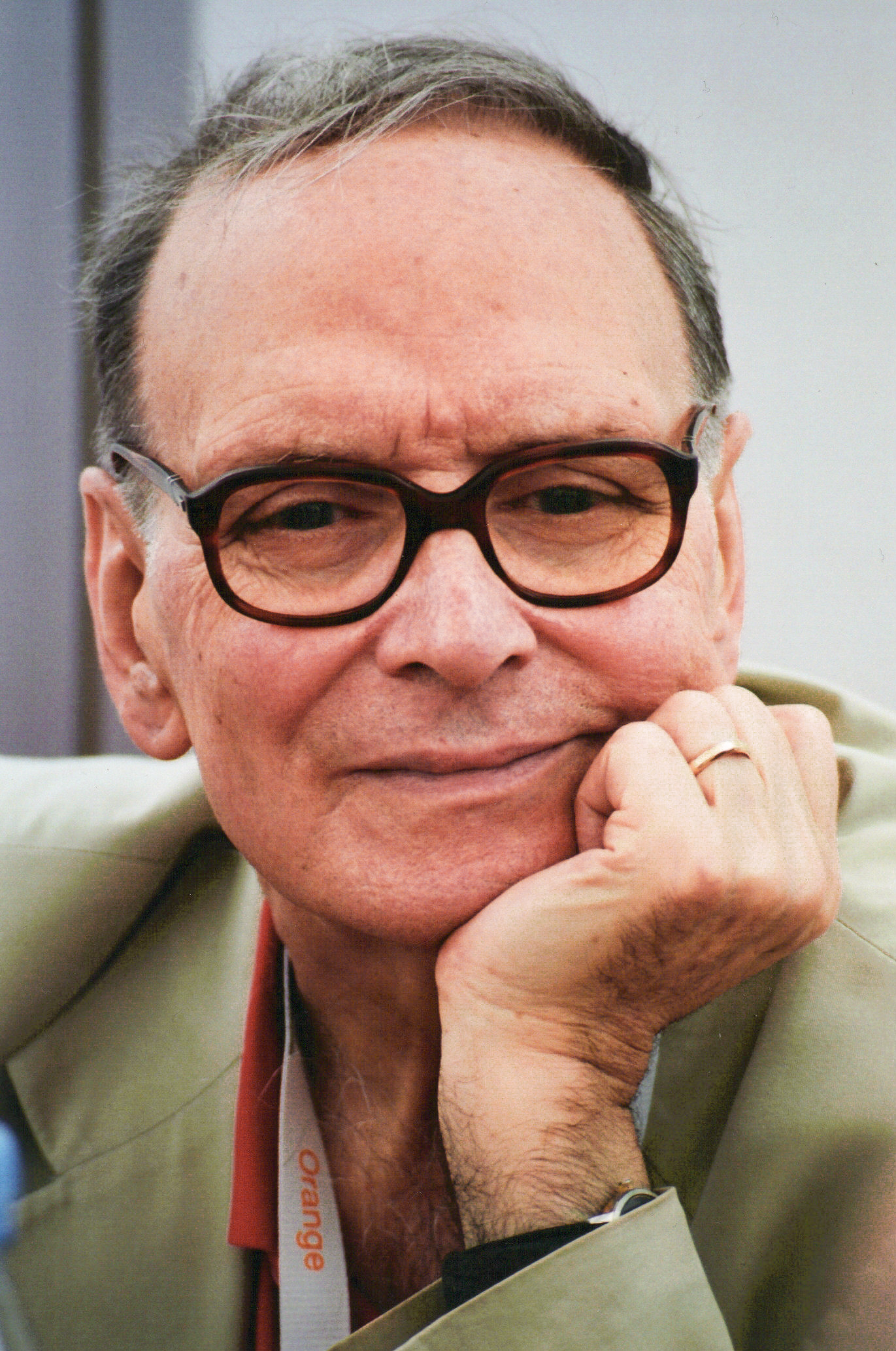
Componist Ennio Morricone

De spaghettiwesterns voldoen meestal aan de volgende kenmerken:
- low-budgetproductie
- opgenomen in Spanje en/of Italië
- weinig dialogen
- gewelddadig
- geen uitgesproken onderscheid tussen goed en kwaad
- figuranten hebben een mediterraan uiterlijk.
- veel close-ups van de acteurs

Door hun Europese achtergrond hadden de makers van spaghettiwesterns geen last van de censuur die de Amerikaanse overheid aan Hollywood had opgelegd in de vorm van de Hays Code. Volgens de Britse filmmaker en -recensent Alex Cox maakte dit dat veel films in het genre "anti-kapitalistisch, anti-interventionistisch en radicaal kritisch jegens het Amerikaanse binnen- en buitenlandse beleid" werden.

## Locaties
Veel van deze films werden opgenomen in de Cinecittà-studios in Rome en op locatie in het Spaanse Almería, onder anderen in de Tabernaswoestijn, omdat het woestijnachtige landschap daar lijkt op het landschap van het zuidwesten van de Verenigde Staten. Om deze reden zijn de Mexicaanse Revolutie, Mexicaanse bandieten en het grensgebied tussen Mexico en de Verenigde Staten terugkerende motieven.

## Lijst van spaghettiwesterns
- Era Sam Wallach... lo chiamavano 'così sia' (Savage Guns), (1961)
- Per un pugno di dollari (A fistful of dollars), (1964)
- Per qualche dollaro in più (For a few dollars more), (1965)
- Il buono, il brutto, il cattivo (The good, the bad and the ugly), (1966)
- One Silver Dollar (1966)
- Seven Guns for the McGregors (1966)
- A Pistol for Ringo (1966)
- The Return of Ringo (1966)
- Navajo Joe (1966)
- Da Uomo a Uomo (Death Rides A Horse), (1966)
- The Big Gundown (1966)
- The Hellbenders (1966)
- The Hills Run Red (1966)
- Django (1966)
- Django Kill (1966)
- A Stranger in Town (1967)
- A Bullet for The General (1967)
- The Great Silence (1967)
- Dio perdona... io no! (God Forgives... I Don't), (1967)
- Face to Face (1967)
- Massacre Time (1967)
- Texas Adios (1968)
- Tepepa (1968)
- If You Meet Sartana... Pray for Your Death (1968)
- A Man Called Sledge (1968)
- A Professional Gun (Il Mercenario) (1968)
- The Price of Power (1968)
- I Quattro dell'Ave Maria (Ace High), (1968)
- C'era una volta il west (Once Upon a Time in the West), (1969)
- Companeros (1969)
- Sabata (1969)
- Run, Man, Run! (1969)
- Matalo! (1969)
- Arizona (1970)
- Blindman (1970)
- Have a Good Funeral My Friend... Sartana Will Pay (1970)
- Giù la testa (A Fistful of Dynamite), (1971)
- Return of Sabata (1971)
- Adiós Sabata (1971)
- Lo chiamavano Trinità (They call me Trinity), (1971)
- ...continuavano a chiamarlo Trinità (Trinity is still my name), (1972)
- Una bala marcada (Arizona on Earth) (Dio in cielo) (1972)
- Il Mio nome è Nessuno (My name is Nobody), (1974)
- Keoma (1976)
- Mannaja: A Man Called Blade (1977)
- Silver Saddle (1978)

## Regisseurs
- Enzo Barboni
- Giuliano Carnimeo (Anthony Ascott)
- Enzo G. Castellari
- Giuseppe Colizzi
- Sergio Corbucci
- Lucio Fulci
- Sergio Leone
- Gianfranco Parolini
- Sergio Sollima
- Tonino Valeri

## Componisten
- Luis Bacalov
- Stelvio Cipriani
- Guido & Maurizio De Angelis
- Francesco De Masi
- Gianni Ferrio
- Nico Fidenco
- Fabio Frizzi
- Marcello Giombini
- Coriolano Gori
- Lallo Gori
- Angelo Francesco Lavagnino
- Franco Micalizzi
- Ennio Morricone
- Bruno Nicolai
- Riz Ortolani
- Piero Piccioni
- Roberto Pregadio
- Gian Franco Reverberi
- Gian Piero Reverberi
- Carlo Rustichelli
- Carlo Savina
- Armando Trovajoli
- Piero Umiliani

## Acteurs
- Mario Adorf
- William Berger
- Mario Brega
- Charles Bronson
- Yul Brynner
- Claudia Cardinale
- Lee Van Cleef
- Clint Eastwood
- Henry Fonda
- Gianni Garko
- Giuliano Gemma
- Sancho Gracia
- Raimund Harmstorf
- Richard Harrison
- Terence Hill
- George Hilton
- Robert Hossein
- Klaus Kinski
- Marianne Koch
- John Phillip Law
- Peter Lee Lawrence
- Lorella De Luca
- Nicoletta Machiavelli
- Guy Madison
- Tomas Milian
- Gordon Mitchell
- Al Mulock
- Tony Musante
- Nieves Navarro
- Franco Nero
- Jack Palance
- Luigi Pistilli
- Giovanna Ralli
- Jason Robards
- Fernando Sancho
- Bud Spencer
- Anthony Steffen
- Woody Strode
- Fabio Testi
- Gian Maria Volonté
- Eli Wallach
- Frank Wolff
- Paolo Stoppa
- Rada Rassimov